# Gould-Gletscher
Der Gould-Gletscher (in Argentinien Glaciar Gould Este ‚Östlicher Gould-Gletscher‘, in Chile Glaciar Valdivia) ist ein rund 20 km langer Gletscher an der Foyn-Küste des Grahamlands auf der Antarktischen Halbinsel. Er fließt westlich des Aagaard-Gletschers in südöstlicher Richtung zum Mill Inlet. 
Laut einer ersten Vermessung des Falkland Islands Dependencies Survey (FIDS) sollte der Eisstrom gemeinsam mit dem damals so bezeichneten West-Gould-Gletscher eine transversale Senke durch Grahamland bilden. Weiterführende Untersuchungen im Jahr 1957 ergaben jedoch, dass es zwischen beiden Gletschern keine topografische Verbindung gibt. Der Gould-Gletscher ist nach dem britischen Polarhistoriker und Kartografen Rupert Gould (1890–1948) benannt; der West-Gould-Gletscher hingegen ist heute unter dem Namen Erskine-Gletscher bekannt. Namensgeber der chilenischen Benennung ist der Nachrichtenoffizier Juan Valdivia T., Teilnehmer an der 1. Chilenischen Antarktisexpedition (1946–1947).